# Aeshna juncea
Aeshna juncea es una de las especies más grandes de libélulas (Anisoptera). Es nativa de la región paleártica (desde Irlanda hasta Japón) y el norte de América del Norte. Vuela en junio y a principios de octubre.

## Descripción
Mide 74 milímetros (2,9 pulgadas) de largo, el cuerpo es de color marrón. El macho tiene un abdomen negro con pares de manchas azules y amarillas en cada segmento abdominal y franjas estrechas a lo largo de la superficie dorsal del tórax. En la hembra, el abdomen es marrón con manchas amarillas, verdes o azules.